# 1968年の日本
1968年の日本（1968ねんのにほん）では、1968年（昭和43年）の日本の出来事・流行・世相などについてまとめる。

## 他の紀年法
日本では、西暦の他にも以下の紀年法を使用している。なお、以下の紀年法は西暦と月日が一致している。
- 元号
  - 昭和43年
- 神武天皇即位紀元
  - 皇紀2628年
- 干支
  - 戊申（つちのえ さる）

## 在職者
- 天皇：裕仁
- 内閣総理大臣：佐藤栄作（自由民主党）
- 内閣官房長官：木村俊夫→保利茂（自由民主党）
- 最高裁判所長官：横田正俊
- 衆議院議長：石井光次郎（自由民主党）
- 参議院議長：重宗雄三（自由民主党）

## できごと

### 1月
- 1月4日
  - 東証株価指数 (TOPIX) の基準とされている日。
  - オリコンランキングが開始される。
- 1月5日 - 公定歩合引き上げ1銭7厘。
- 1月9日 - 円谷幸吉が自殺[1]。
- 1月17日 - アメリカ海軍の原子力空母「エンタープライズ」寄港阻止闘争始まる[2]。
- 1月19日 - 原子力空母「エンタープライズ」が佐世保基地に入港（1月23日出港）。入港直前と入港中に新左翼・市民団体等による反対運動（佐世保エンタープライズ寄港阻止闘争）が発生。
- 1月20日 - 北海道美唄炭鉱ガス爆発で16人死亡[2]。
- 1月27日 - 佐藤栄作首相、国会答弁で非核三原則に触れる。
- 1月29日 - 東大医学部無期限スト突入。東大闘争始まる[3][4]。
- 1月 - 週刊文春（文芸春秋）にて、東海林さだおの漫画『タンマ君』の連載開始。現在も連載が続き、日本で2番目の長寿漫画[5][注 1]。

### 2月
- 2月12日
  - 大塚食品工業が世界初の一般向け市販レトルトパウチ食品「ボンカレー」を発売。
  - 日清食品が「出前一丁」を発売。
- 2月20日 - 前日に静岡県清水市で暴力団2人を殺害した金嬉老が人質を取り、寸又峡温泉の旅館に88時間に亘り立て籠もる（金嬉老事件）[6]。
- 2月21日 - 宮崎県えびの町を中心に最大震度6の地震が発生。死者3人[7]。
- 2月22日 - 沖縄コカ・コーラボトリング設立。これにより日本コカ・コーラのボトラー網が完成し、全国でコカ・コーラ商品が発売される。
- 2月23日
  - 中曽根康弘運輸相、閣議で不要不急の海外旅行の自粛を求める発言[8]。
  - 倉石忠雄農相が「憲法は他力本願」発言で辞任[6]。
- 2月24日 - 東武日光軌道線がこの日限りで廃止。
- 2月25日 - 京都市など電話市外局番075地域の市内局番が3桁に変更。
- 2月26日 - 成田空港問題：成田空港阻止三里塚闘争集会、デモ隊と警官隊が衝突、戸村一作反対同盟代表重傷（第1次成田デモ事件）[3][6]。
- 2月29日 - 小学館から青年漫画雑誌「ビッグコミック」が創刊される。

### 3月
- 3月1日 - 服部時計店（現在のセイコー）が「トランジスタクロック」を発売。
- 3月2日 - 新潟総合テレビ設立（12月16日開局）。
- 3月4日 - 広島県尾道市の本土と向島を結ぶ尾道大橋が開通。
- 3月10日 - 成田空港問題：前月に引続き、成田市街で大規模な衝突（第2次成田デモ事件）[9]。
- 3月18日 - 日産自動車が「キャブスター」を発売。
- 3月24日 - 宮城バス仙北鉄道線がこの日限りで廃止。
- 3月28日 - 阪神甲子園球場で第40回選抜高等学校野球大会が開幕。
- 3月30日 - テレビアニメ『巨人の星』（読売テレビ）放送開始[10]。“スポ根ブーム”の代表作となる。
- 3月31日 - 朝日放送『てなもんや三度笠』（藤田まことほか出演）が終了。

### 4月
- 4月1日
  - 日本で「国際勝共連合」発足（韓国では1月13日）[3]。会長に統一教会の初代会長・久保木修己、名誉会長に笹川良一[11]。
  - 函館本線の狩太駅がニセコ駅に改称され、国鉄初のカタカナのみの駅名となる。
  - 丸森線が開業。
  - 東急田園都市線長津田駅 - つくし野駅間開業。
  - 日向灘地震発生（M7.5）。震度5を延岡市、宿毛市で観測、津波が発生し四国で到達高3m。
  - 昼のワイドショー『3時のあなた』（フジテレビ）放送開始（ - 1988年3月）。
- 4月2日
  - 東京国税局が、日本大学の約20億円の脱税を摘発する[3]。
  - 和歌山県白浜町に南紀白浜空港が開港。
- 4月6日 - 第40回選抜高等学校野球大会の決勝戦が甲子園球場にて13時1分より行われ、大宮工業高校が尾道商業を3-2で破り、大会初優勝。
- 4月7日 - 神戸市内で神戸高速鉄道東西線、南北線が開業[12]。市内に乗り入れる私鉄4社の相互接続・直通（東西線：京阪神急行電鉄・阪神電気鉄道・山陽電気鉄道、南北線：神戸電気鉄道）が実現。同路線の代替として山陽電鉄の電鉄兵庫 - 西代間が前日限りで廃止。
- 4月8日 - 日産自動車が「ローレル」を発売。
- 4月12日 - 東京都千代田区に日本初の超高層ビルである霞が関ビルディングが完成[13]。高さ147メートル。
- 4月15日
  - 日本大学の経理に約20億円使途不明金が東京国税局の監査で判明したことが新聞で報道される（日大紛争の発端）[14]。
  - トヨタ自動車が「スプリンター」を発売（当初の車名は「カローラスプリンター」。同時にトヨタ4番目の販売店としてトヨタオート店設立。同日、「ハイラックス」を発売）。
  - ソニーが「トリニトロンカラーテレビ」を発表（10月に発売）。
- 4月19日 - 西武百貨店渋谷店開店。
- 4月25日 - 東名高速道路、東京IC - 厚木IC、富士IC - 静岡IC、岡崎IC - 小牧IC各区間が開通、小牧ICで名神高速道路と接続[14]。

### 5月
- 5月1日
  - 日商と岩井産業が合併調印、日商岩井設立。
  - 三洋電機が電気掃除機「太郎」を発売。
- 5月8日 - イタイイタイ病を公害病に認定[13][15]。
- 5月15日 - 山梨県韮崎市の国道20号で、関西方面へ修学旅行に行く同県大和村の中学生が乗った観光バスにトラックが追突。男子生徒や引率の教頭ら6名が死亡。
- 5月16日 - 十勝沖地震が発生[16]。北海道・青森県を中心に被害。最大震度5、死者52人。
- 5月24日 - 経団連第3代会長に植村甲午郎が就任[13]。
- 5月25日 - 篠栗線の篠栗駅 - 桂川駅間が開業し、福岡市と筑豊が鉄道により直結される。

### 6月
- 6月2日 - 福岡市の九州大学大型計算機センターに米空軍のF-4ファントム偵察機が墜落。
- 6月14日 - 札幌市の北海道立真駒内公園で北海道大博覧会が開催（8月18日まで）。
- 6月15日
  - 文化庁発足[3][17]。
  - 茨城交通茨城線大学前駅 - 石塚駅間がこの日限りで廃止。
- 6月16日 - 横須賀線大船駅付近で列車内に仕掛けられた爆発物が爆発[18]。1人が死亡、14人が負傷。
- 6月17日
  - 東洋工業（マツダ）が「ファミリアロータリークーペ」を発売。
  - 長崎電気軌道思案橋 - 正覚寺下間開業。
- 6月21日 - 京急本線品川駅 - 泉岳寺駅間と都営地下鉄1号線（現・浅草線）大門駅 - 泉岳寺駅間が開業[19]し、両線の相互乗り入れ運転を開始。
- 6月26日 - 4月5日にアメリカ合衆国との間で締結された小笠原返還協定が発効したことにより、小笠原諸島が日本に返還される[20]。東京都の管轄となり、東京都小笠原支庁と小笠原村が発足。

### 7月
- 7月1日
  - 郵便番号が導入される。
  - 日立製作所が電気洗濯機「青空」を発売。
  - 三菱重工業が「デリカ」を発売。
- 7月5日 - アメリカ統治下の沖縄県那覇市で琉球銀行若松支店強盗事件発生。
- 7月7日 - 第8回参議院議員通常選挙が実施される[13][20]。全国区から作家の石原慎太郎（トップ当選）、タレント・放送作家の青島幸男、ジャーナリストの上田哲、漫才師の横山ノックが当選。
- 7月8日 - 三菱石油・三菱商事・東北電力の出資により東北石油設立。
- 7月10日 - 京福電気鉄道丸岡線がこの日限りで廃止。
- 7月11日 - 集英社から「少年ジャンプ」が創刊される（ただし当初は月2回刊）。
- 7月25日 - 明治製菓が日本初のスナック菓子「カール」を発売。
- 7月29日 - 大阪市営地下鉄中央線の森ノ宮駅 - 深江橋駅間が開業。

### 8月
- 8月5日 - 南部縦貫鉄道西千曳駅（旧・千曳駅を改称） - 野辺地駅間開業。
- 8月8日 - 札幌医科大学で日本初（世界30例目）の心臓移植が和田寿郎によって行われた[3][21]。日本初のレシピエントは移植83日後タンを詰まらせ死亡。
- 8月9日 - 第50回全国高等学校野球選手権大会が阪神甲子園球場で開幕。50回の記念大会のため、北海道から2校と、北海道以外の沖縄県を含む全46都府県から各1校の計48校が参加。
- 8月12日
  - 岐阜放送テレビが日本で極超短波（アナログUHF）を親局とする民放テレビ局第1号として開局。
  - ザ・タイガースが後楽園球場でコンサートを開催（日本初のスタジアムライブ）。
- 8月18日 - 岐阜県白川町の国道41号で岡崎観光自動車の貸切バス2台が集中豪雨により発生した土石流に巻き込まれ、増水していた飛騨川に転落。乗員・乗客104人が死亡[22]。
- 8月20日 - 日本専売公社が20本入りたばこ「エコー」を発売。
- 8月21日 - 静岡鉄道駿遠線大井川駅 - 堀野新田駅間がこの日限りで廃止。
- 8月22日 - 第50回全国高等学校野球選手権大会の決勝戦が行われ、大阪代表の興国高校が静岡代表の静岡商業に1-0で勝利し初優勝。
- 8月28日 - 函館本線小樽駅 - 旭川駅間が電化。北海道初の交流電化で、定山渓鉄道線からの乗り入れのため直流電化されていた区間を除けば北海道の国鉄線初の電化区間となった。
- 8月31日 - 豊橋鉄道田口線がこの日限りで全線廃止。

### 9月
- 9月1日
  - タカラが「人生ゲーム」を発売。
  - サンヨー食品が「サッポロ一番 みそラーメン」を発売。
- 9月14日 - プロ野球・広島東洋カープの外木場義郎がプロ野球史上10人目のノーヒットノーランを達成。同時にセ・リーグタイ記録の1試合16奪三振を記録。
- 9月16日 - トヨタ自動車が「コロナマークII」を発売。
- 9月20日 - 滋賀県大津市でびわこ大博覧会が開催される（11月10日まで）。
- 9月22日-25日 - 台風16号が宮古島・南西諸島に接近し九州に上陸。宮古島などで大きな被害が発生しのちに「第3宮古島台風」と命名される。
- 9月30日
  - 北海道拓殖鉄道がこの日限りで全線廃止。
  - 都営トロリーバスが、最後の路線である101系統今井 - 上野公園間の廃止をもって全廃。
  - 昼の情報バラエティ番組『お昼のワイドショー』（日本テレビ）放送開始。

### 10月
- 10月1日
  - 国鉄で通称「ヨンサントオ」と呼ばれる白紙ダイヤ改正を実施[23]。東京地区と大阪地区に自動券売機を導入。169系・711系・キハ181系などがデビュー。
  - 道路交通法改正。違反点数制度導入[23]。
- 10月5日 - 栃木県矢板市で29歳の女性が53歳の実父を殺害する事件が発生。のちにこの女性が実父から近親姦を強要されていたことが明らかとなり、この事件の判決に関して、当時の刑法第200条で定められていた尊属殺人罪が最終的に最高裁判所で違憲と判断された。
- 10月6日 - 南海の皆川睦雄が対東映戦でシーズン30勝目。日本プロ野球における投手個人のシーズン30勝は現在に至るまでこれが最後となっている。
- 10月8日 - 巨人が後楽園球場の広島戦に勝ち、4年連続セ・リーグ制覇（V4）。
- 10月11日
  - 西日本一帯で発生した皮膚疾患に関して、福岡県衛生部と北九州市衛生局が調査を開始し、北九州市衛生局が同市小倉区（当時）のカネミ倉庫に立ち入り調査を実施。同社製のこめ油「カネミライスオイル」にPCBが混入したことによる中毒症状が発覚する[23]。
  - 阪急ブレーブスが東京オリオンズに勝ち、南海ホークスが近鉄バファローズに敗れたため阪急の2年連続パ・リーグ優勝決まる。
- 10月13日 - 磐梯急行電鉄がこの日限りで休止（翌1969年3月27日に廃止）。
- 10月17日 - 川端康成が日本人初のノーベル文学賞受賞[3][24]。
- 10月20日 - 日本シリーズで巨人が阪急を4勝2敗で下し、プロ野球史上初の4年連続日本一（V4）を達成。
- 10月21日 - 国際反戦デーで新宿駅を新左翼の学生らが占拠する暴動が発生。743人が逮捕され、騒擾罪が適用される[3][25]。
- 10月23日 - 日本武道館で明治百年記念式典が開催される[13][24]。明治改元（1868年10月23日）から100周年を記念するもの。
- 10月24日 - 柳津線が開業。
- 10月25日 - 和田アキ子が歌手デビュー。
- 10月31日 - ソニーがトリニトロンカラーテレビの1号機「KV-1310」を発売。

### 11月
- 11月1日 - テレビ静岡が開局。
- 11月2日 - 神戸市兵庫区の有馬温泉の旅館「池之坊満月城」で火災が発生、死者30人[26]。
- 11月3日 - 北海道テレビ放送が開局[27]。
- 11月4日 - フジテレビの歌謡番組『夜のヒットスタジオ』が放送開始（初代司会：前田武彦、芳村真理 / - 1990年9月）。
- 11月10日 - アメリカ統治下の琉球政府初の公選となる第1回行政主席通常選挙で、屋良朝苗が行政主席に当選[13]。
- 11月14日 - 皇居新宮殿が落成[28]。
- 11月22日 - 日本航空サンフランシスコ湾着水事故[29]。
- 11月29日 - ビックコミックNo.10（小学館）発売。この号から、さいとう・たかを/さいとう・プロダクションの長編劇画『ゴルゴ13』の連載開始。日本で3番目の長寿漫画[5]。
- 11月30日 - 第2次佐藤第2次改造内閣が発足[13][30]。

### 12月
- 12月1日 - 大気汚染防止法、騒音規制法施行。
- 12月2日 - いすゞ自動車が「117クーペ」を発売。
- 12月10日 - 東京都府中市で三億円強奪事件が発生[3][31]。
- 12月15日 - 東野鉄道がこの日限りで全線廃止。
- 12月16日 - 新潟総合テレビが開局。
- 12月17日 - 大阪市営地下鉄谷町線の谷町四丁目駅 - 天王寺駅間が開業。
- 12月19日 - 第9次越冬隊（隊長・村山雅美）が日本人として初めて南極点に到達[32]。雪上車を使用。
- 12月27日 - 都営地下鉄6号線（現・三田線）が開業（志村駅 - 巣鴨駅間）[33]。

## 文化と芸術

### 流行

#### 流行語
- アングラ
- グループ・サウンズ
- 失神

### 音楽
- 帰ってきたヨッパライ（フォーク・クルセダーズ）
- 星影のワルツ（千昌夫）
- 恋の季節（ピンキーとキラーズ）
- 小樽のひとよ（鶴岡雅義と東京ロマンチカ）
- サウンド・オブ・サイレンス（サイモンとガーファンクル）
- 花の首飾り（ザ・タイガース）
- エメラルドの伝説（ザ・テンプターズ）
- ガール・フレンド（オックス）
- 恋のしずく（伊東ゆかり）
- 伊勢佐木町ブルース（青江三奈）
- 恋はみずいろ（ポール・モーリア）
- 愛の奇跡（ヒデとロザンナ）
- ゆうべの秘密（小川知子）
- 虹色の湖（中村晃子）
- 愛のさざなみ（島倉千代子）
- 薩摩の女（北島三郎）
- 天使の誘惑（黛ジュン）
- 花と蝶（森進一）
- 盛り場ブルース（森進一）
- 長崎ブルース（青江三奈）
- 好きになった人（都はるみ）
- 釧路の夜（美川憲一）
- たそがれの銀座（黒沢明とロス・プリモス）
- 思案橋ブルース（中井昭・高橋勝とコロラティーノ）
- 今は幸せかい（佐川満男）
- ヘイ・ジュード（ビートルズ）
- ペケのうた(長谷川よしみ)

デビュー
- 10月25日 - 和田アキ子が歌手デビュー。

### 映画

#### 日本映画
- 怪獣総進撃
- ガメラ対宇宙怪獣バイラス
- 黒部の太陽
- 肉弾
- 神々の深き欲望

#### 外国映画
- 2001年宇宙の旅
- 猿の惑星（原題：PLANET OF THE APES）
- ブリット

### 文学
- 芥川賞
  - 第59回（1968年上半期） - 丸谷才一『年の残り』、大庭みな子『三匹の蟹』
  - 第60回（1968年下半期） - 該当作品なし
- 直木賞
  - 第59回（1968年上半期） - 該当作品なし
  - 第60回（1968年下半期） - 陳舜臣『青玉獅子香炉』、早乙女貢『僑人の檻』
- 江戸川乱歩賞
  - 第14回 - 受賞作品なし
- ベストセラー
  - 佐賀潜『民法入門』（光文社）
  - 佐賀潜『刑法入門』（光文社）
  - 司馬遼太郎『竜馬がゆく』（文藝春秋）

### 漫画
- 1月 - 東海林さだおの『タンマ君』が週刊文春に連載開始。連載中の漫画としては、『碧南一家』につぐ、日本で2番目の長寿漫画となっている。また連載期間では、『仙人部落』、『碧南一家』につぐ日本で3番目の長期にわたっている[5]。
- 2月 - 小学館から青年漫画雑誌「ビッグコミック」創刊。
- 5月 - つげ義春の『ねじ式』が月刊「ガロ」6月増刊号「つげ義春特集」に発表され、漫画界のみならず世間に衝撃を与える。
- 7月 - 集英社から「少年ジャンプ」が創刊（ただし当初は月2回刊）され、『ハレンチ学園』連載開始。
- 11月 - さいとう・たかを/さいとう・プロダクションの『ゴルゴ13』が「ビッグコミック」（1969年1月号、11月29日発売）に連載開始。連載中の漫画としては、『碧南一家』、『タンマ君』につぐ、日本で3番目の長寿漫画となっている。また連載期間では、『仙人部落』、『碧南一家』、『タンマ君』につぐ日本で4番目の長期にわたっている[5]。

### テレビ
- ドラマ
  - 竜馬がゆく（NHK大河ドラマ、北大路欣也）
  - あしたこそ（NHK朝の連続テレビ小説、藤田弓子主演）
  - 男はつらいよ（フジテレビ系、渥美清主演）
  - キイハンター (TBS系)
  - おやじ太鼓 (TBS系)
  - 怪奇大作戦 (TBS系)
  - 3人家族 (TBS系)
  - マイティジャック（フジテレビ系）
  - 戦え!マイティジャック（フジテレビ系）- 上記の『マイティジャック』のリニューアル版。
  - バンパイヤ（フジテレビ系） - アニメと実写を合成。水谷豊のデビュー作。
  - 河童の三平 妖怪大作戦（NET系）
- バラエティなどの諸分野
  - 木島則夫ハプニングショー（日本テレビ系、木島則夫）
  - 夜のヒットスタジオ（フジテレビ系、前田武彦、芳村真理）
  - お昼のワイドショー（日本テレビ系）
  - お笑い頭の体操 (TBS系)
  - 3時のあなた（フジテレビ系）
  - コント55号の世界は笑う（フジテレビ系）
  - 初詣!爆笑ヒットパレード（フジテレビ系）
- 開局
  - 2月20日 - NHK徳島教育テレビジョン開局。日本最初のUHFテレビ放送局。
  - 8月12日 - 岐阜放送 (GBS) テレビ放送開始。日本の民放初のUHFテレビ局。
  - 11月1日 - テレビ静岡 (SUT) 開局。
  - 11月3日 - 北海道テレビ放送 (HTB) 開局。
  - 12月16日 - 新潟総合テレビ (NST) 開局。

#### コマーシャル
| キャッチフレーズなど                     | 商品名など                 | メーカー     | 出演者     | 音楽         |
| ---------------------------------------- | -------------------------- | ------------ | ---------- | ------------ |
| わんぱくでもいい、たくましく育ってほしい | 丸大ハム                   | 丸大食品     | 田中浩     | -            |
| 大きいことはいいことだ                   | エールチョコレート         | 森永製菓     | 山本直純   | 山本直純     |
| ひと味ちがいます                         | タケヤみそ                 | 竹屋         | 森光子     | -            |
| シュコロ、イチコロ                       | キンチョール               | 大日本除虫菊 | 桜井センリ | -            |
| ♪あ〜らよ出前一丁                        | 出前一丁                   | 日清食品     | -          | キダ・タロー |
| ♪水虫でたぞ                              | ハイポリック（水虫治療薬） | 明治製菓     | -          | いずみたく   |

### アニメ
- 1月3日 - ゲゲゲの鬼太郎（フジテレビ系列）放送開始（1969年3月30日放送終了）
- 3月30日 - 巨人の星（日本テレビ系列）放送開始（1971年9月18日放送終了）
- 9月30日 - 夕やけ番長（日本テレビ系列）放送開始（1969年3月29日放送終了）
- 10月21日 - ジョニーサイファー（フジテレビ系列）放送開始（1969年3月29日放送終了）※アメリカ製作

## スポーツ

### 総合競技大会
- 第23回国民体育大会 (親切国体/正式名称：明治百年記念第二十三回国民体育大会)

#### オリンピック
- 冬季（グルノーブル） - 37カ国参加、日本はメダル獲得なし。
- 夏季（メキシコシティ） - 112カ国参加、日本は金メダル11個、銀メダル・銅メダル各7個獲得。体操男子団体競技などで金メダル、バレーボールで男女ともに銀メダル、男子サッカーで銅メダル獲得。

### 各競技
大相撲（幕内最高優勝）
- 初場所 佐田の山晋松（出羽海部屋）：13勝2敗
- 春場所 若浪順（立浪部屋）：13勝2敗
- 夏場所 玉乃島正夫（片男波部屋）：13勝2敗
- 名古屋場所 琴櫻傑將（佐渡ヶ嶽部屋）：13勝2敗
- 秋場所 大鵬幸喜（二所ノ関部屋）：14勝1敗
- 九州場所 大鵬幸喜（二所ノ関部屋）：15戦全勝

野球
- プロ野球
  - セ・リーグ優勝 読売ジャイアンツ
  - パ・リーグ優勝 阪急ブレーブス
  - 日本シリーズ優勝 読売ジャイアンツ（4勝2敗）
- 高校野球
  - 春優勝 大宮工業（埼玉県）
  - 夏優勝 興國（大阪府）

競馬
- 第28回皐月賞：マーチス（騎手：保田隆芳）
- 第35回日本ダービー：タニノハローモア（騎手：宮本悳）
- 第29回菊花賞：アサカオー（騎手：加賀武見）

## 誕生

### 5月
- 5月12日 - 木村重太郎、野球選手
- 5月12日 - 柚月裕子、推理作家

## 7月
- 7月1日 - 青木定治、パティシエ
- 7月1日 - 今泉清保、アナウンサー
- 7月1日 - 小島圭市、元プロ野球選手
- 7月1日 - 榊原勝也、元プロ野球選手
- 7月1日 - 中路啓太、小説家
- 7月1日 - 村岡弘之、俳優
- 7月1日 - 森田樹優、声優

### 10月
- 10月30日 - 清春、ミュージシャン（黒夢、SADS）
- 10月30日 - 舟木幸、俳優
- 10月30日 - 杉江松恋、ライター・文芸評論家・書評家